# Lajos Werkner
Lajos Werkner (født 23. oktober 1883 i Budapest, død 12. november 1943 smst.) var en ungarsk fægter, som deltog i to olympiske lege inden første verdenskrig.

## Fægtekarriere
Werkner begyndte at fægte i MEAFC i 1905, inden han skiftede til Nemzeti Vivó Club året efter. Han var første gang med til OL i 1908 i London, hvor han stillede op i sabel, både individuelt og på det ungarske hold. Individuelt blev han nummer seks, og i holdkonkurrencen, hvor Ungarns hold ud over Werkner bestod af Jenő Fuchs, Péter Tóth, Oszkár Gerde og Dezső Földes, vandt holdet først 9-0 over Tyskland, derpå 11-5 over Italien i semifinalen, mens det i finalen blev 9-7 over Bøhmen og dermed guldmedalje.
Ved OL 1912 i Stockholm stillede han op i de samme to konkurrencer, og individuelt blev han denne gang nummer syv. I holdkonkurrencen stillede ungarerne med guldholdet fra 1908 suppleret med László Berti, Ervin Mészáros og Zoltán Schenker, og efter at have vundet deres indledende pulje gjorde de rent bord i finalepuljen og genvandt dermed guldet, mens Østrig fik sølv og Nederland bronze.

## Videre karriere
I 1914 var Werkner med til at grundlægge det ungarske fægteforbund, og han var med i ledelsen en periode. Hans fægtekarriere blev afbrudt af første verdenskrig. Som maskiningeniør var han med i ledelsen af en lokal fabrik, og han var med i den nationale sammenslutning af fabriksejere.
Han døde som 60-årig i 1943 i en trafikulykke.